# 李振祜
李振祜（1777年—1850年），原名裕，字锡民，号仪叔，安徽太湖县人。清朝政治人物，官至刑部尚書。

## 生平
嘉慶六年（1801年）辛酉恩科進士，授內閣中書。歷任兵部主事、員外郎、山東道監察御史、吏科給事中等職，升光祿寺少卿，提督山東學政。歷升太僕寺少卿、順天府府丞、光祿寺卿、太常寺卿，兼署大理寺卿、順天府府尹。道光十五年（1835年）任宗人府府丞，次年升都察院左副都御史，兼署光祿寺卿，同年任內閣學士。官至刑部尚書。
李振祜七十寿辰，得到清宣宗御筆题赠“慎典凝禧”匾额及“福寿”二字。道光二十八年（1848年）加太子太保。次年因病辭職。道光三十年（1850年）十月十七日病卒。谥“庄肃”。葬於京師永定门外回马店忠祜寺花椒馆。

## 延伸阅读
[在维基数据编辑]
 《清史稿·卷374》，出自趙爾巽《清史稿》
 在维基共享资源阅览影像

## 外部連結
- 李振祜 （页面存档备份，存于） 中研院史語所

| 官衔        | 官衔                                                                                    | 官衔          |
| ----------- | --------------------------------------------------------------------------------------- | ------------- |
| 前任： 牛鑑 | 順天府府尹 道光十五年（1835年）署                                                       | 繼任： 蔡世松 |
| 前任： 祁𡎴 | 刑部漢尚書 道光二十一年七月壬戌－道光二十九年十二月乙酉 （1841年8月26日－1850年2月3日） | 繼任： 陈孚恩 |